# Pfatten
Pfatten (italienisch Vadena) ist eine Gemeinde mit 1111 Einwohnern (Stand 31. Dezember 2023) südlich von Bozen in Südtirol in Italien. Pfatten, das nach dem gleichnamigen Hauptort benannt ist, ist eine der fünf Gemeinden in Südtirol mit einer italienischsprachigen Bevölkerungsmehrheit.

## Geografie

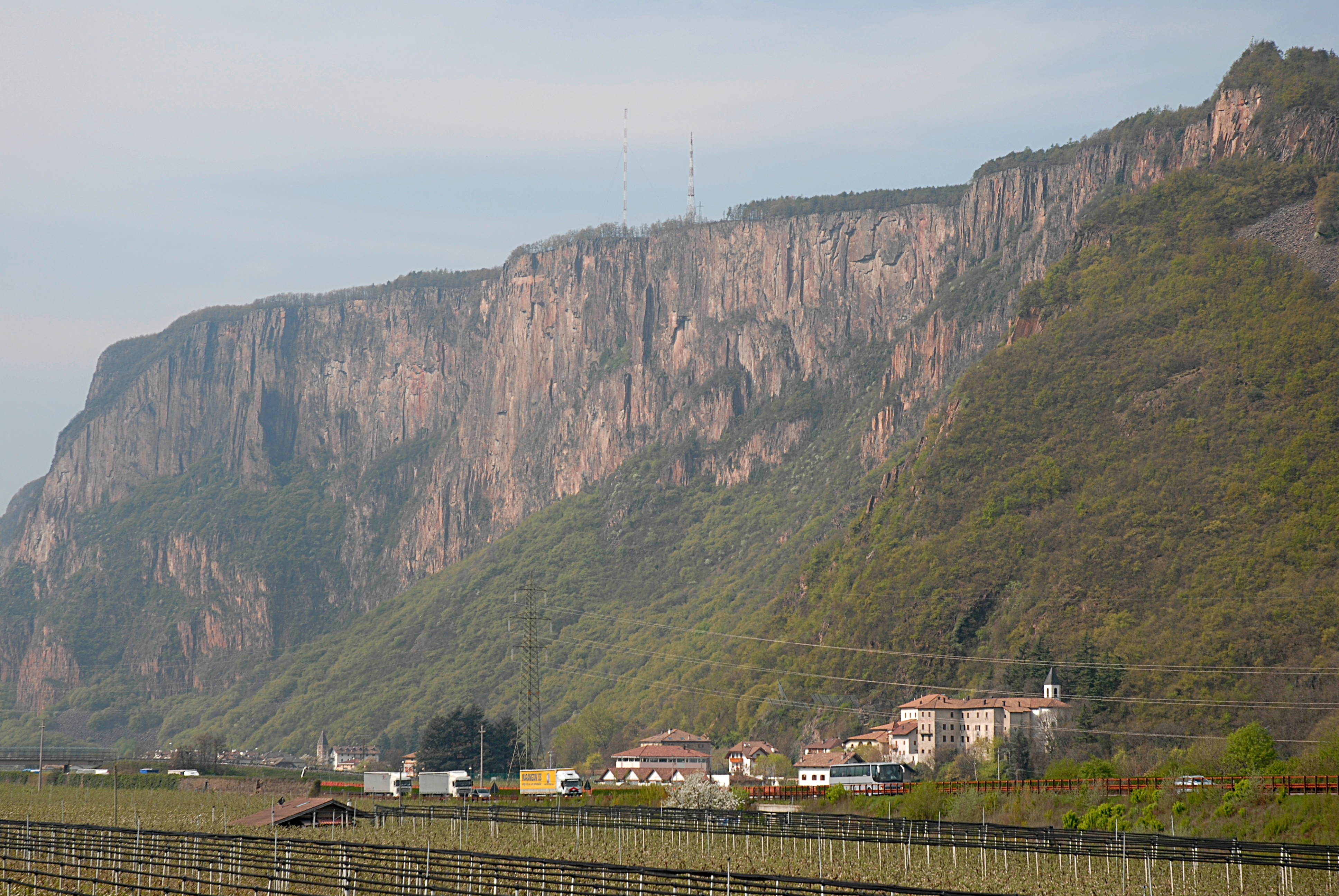
Das kleine Dorfzentrum von Pfatten, dahinter steil abfallende Wände des Mitterbergs

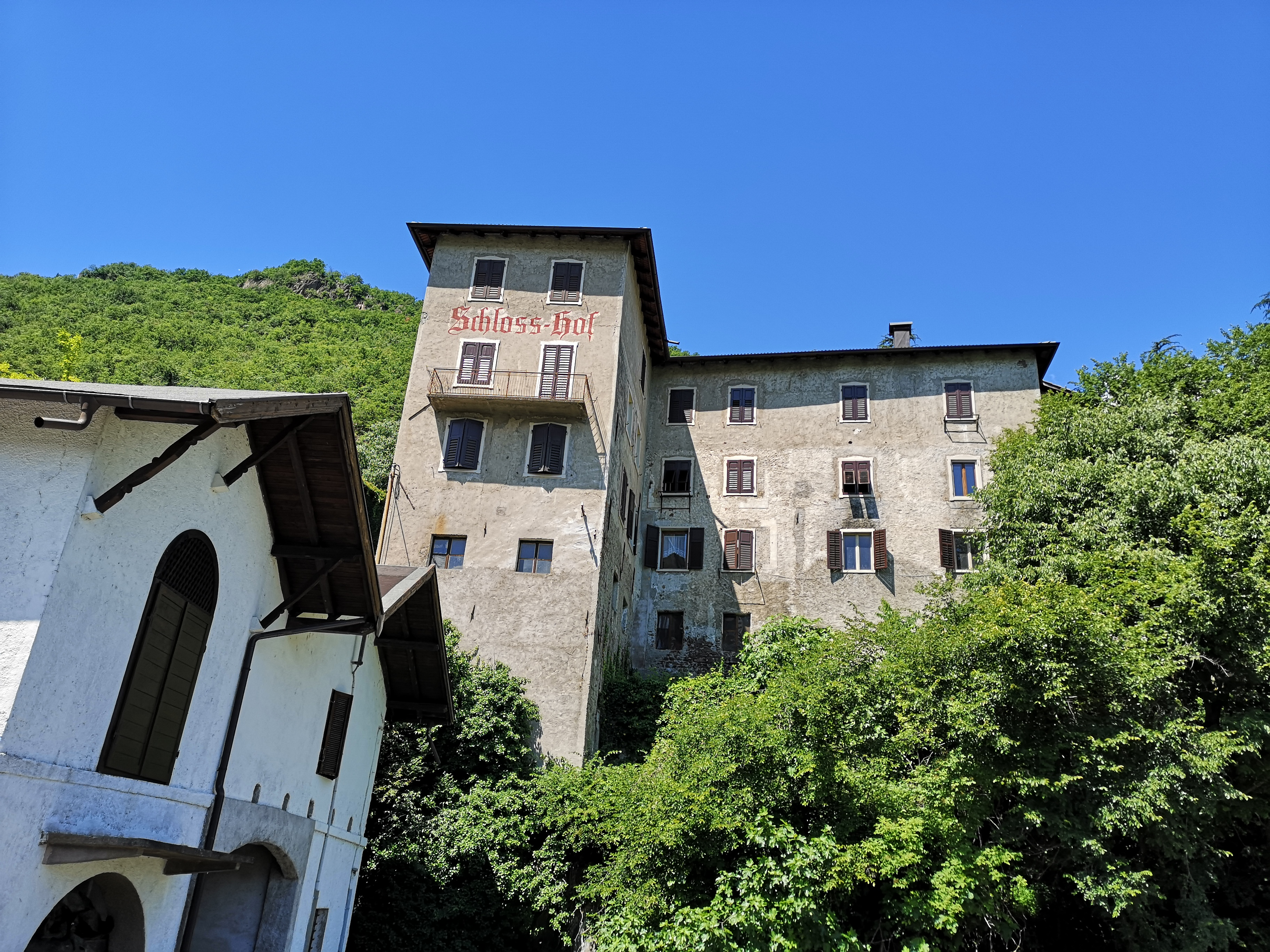
Der Schloss-Hof in Pfatten gegen den Mitterberg

Pfatten befindet sich größtenteils im Unterland, einem Abschnitt des Etschtals im Süden Südtirols. Das 13,51 km² große Gemeindegebiet erstreckt sich als schmaler langer Streifen, streckenweise beiderseits der Etsch, vom Stadtrand Bozens im Norden beginnend auf einer Länge von über 10 km Richtung Süden. Das kleine Dorfzentrum (230–240 m s.l.m.) sowie die meisten weiteren Weiler und Siedlungen der Gemeinde (Birti, Carnel, Frizzi-Au, Keller, Mair, Neupfatten, Piglon, Stadlhof-Laimburg, Wachsbleiche) befinden sich in der Unterlandler Talsohle auf dem begrenzten Gebiet zwischen dem orografisch rechten (westlichen) Etschufer und dem Fuß des langgezogenen Mitterbergs; die einzige Ortslage links der Etsch ist Hirschen. Auf der Westseite des Kreiter Sattels, wo das Gemeindegebiet den Mitterberg zum Überetsch hin überschreitet, liegt Klughammer am Ufer des Kalterer Sees; am Südende des Mitterbergs befindet sich Gmund.
Nachbargemeinden Pfattens sind im Norden Bozen, entlang der Unterlandler Talsohle östlich der Etsch Leifers, Branzoll und Auer, im Süden Tramin sowie zum westlichen Überetsch hin Kaltern und Eppan.

## Geschichte
Siedlungsspuren aus der frühen und mittleren Bronzezeit (zwischen 1.700 und 1.300 vor Christus) wurden auf den Hügeln der Leuchtenburg und der Laimburg gefunden. Bei den Pfattner Rosszähnen sind noch Überreste einer Wallburg aus der späten Eisenzeit zu sehen. Bedeutende spätbronze- und früheisenzeitliche Funde wurden am Gräberfeld Stadlhof gemacht.
Die Ersterwähnung Pfattens findet sich im mittelalterlichen Vigiliusbrief in der Form Uatina. Spätere Belege sind 1242 Fatena, 1296 Pfetten und 1371 Phætena. Der Ortsname könnte rätischen Ursprungs sein.
Pfatten gehörte zum ehemaligen Landgericht Laimburg, wie eine Urkunde von 1488 mit der Angabe „Pháttenn inn Laymburger gericht“ belegt. Es war von den Tiroler Landesfürsten bis 1410 an die Herren von Rottenburg verliehen, ehe es ab dem 15. Jahrhundert nur noch gemeinsam mit dem Gericht Kaltern ausgegeben wurde.
Als jüngste Freiwillige Feuerwehr Südtirols wurde die Feuerwehr von Pfatten im Dezember 2005 gegründet.

## Politik

### Bürgermeister
Bürgermeister seit 1952:
- Alberto Mosna: 1952–1974
- Alfredo Mosna: 1975–1990
- Carlo Mosna: 1990–2005
- Alessandro Beati: 2005–2020
- Elmar Oberhofer: seit 2020

### Wappen

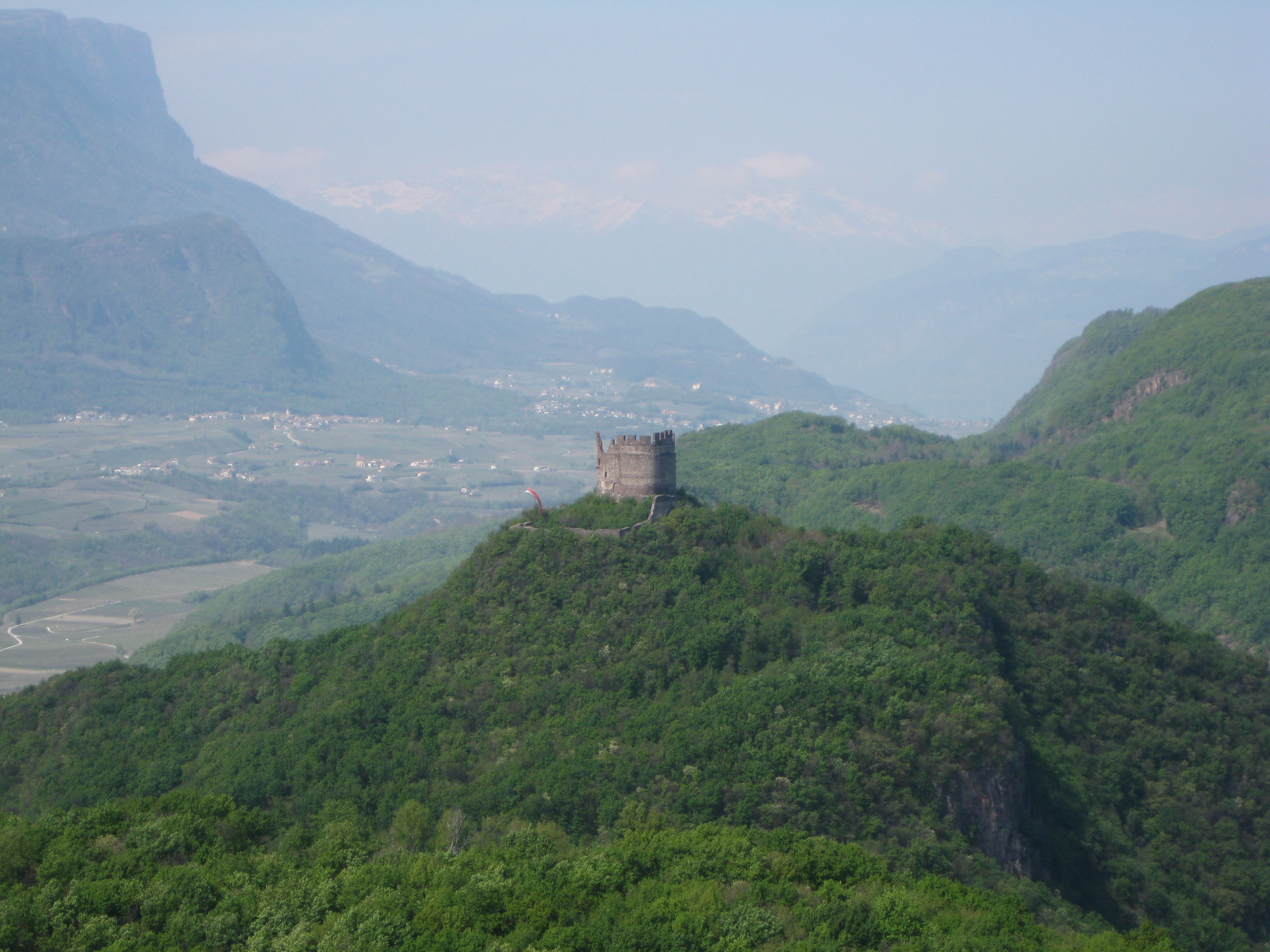
Die Leuchtenburg auf dem Mitterberg mit Blickrichtung Nordwesten ins Überetsch

Das Wappen aus dem Jahr 1969 stellt den Mitterberg dar, mit dem Kreiter Sattel und der Laimburg in der Mitte. Darunter befinden sich zwei Streifen, welche die Brennerautobahn und die Etsch darstellen.

## Bevölkerung
Pfatten ist gemäß den erhobenen Sprachgruppenzugehörigkeitserklärungen bzw. Sprachgruppenzuordnungserklärungen eine mehrheitlich italienischsprachige Gemeinde. Als Berechnungsgrundlage der folgenden Prozentwerte wurden die gültigen Erklärungen von Personen mit italienischer Staatsbürgerschaft herangezogen.
| Sprache     | 1981    | 1991    | 2001    | 2011    | 2024    |
| ----------- | ------- | ------- | ------- | ------- | ------- |
| Deutsch     | 47,11 % | 41,69 % | 42,40 % | 38,06 % | 38,14 % |
| Italienisch | 52,33 % | 57,87 % | 57,09 % | 61,50 % | 61,52 % |
| Ladinisch   | 0,56 %  | 0,44 %  | 0,51 %  | 0,44 %  | 0,34 %  |

## Bildung und Forschung
Im Dorfzentrum des Hauptortes gibt es sowohl eine deutschsprachige als auch eine italienischsprachige Grundschule, die beide getrennt von in Leifers angesiedelten Schulsprengeln verwaltet werden.
Auf dem Gemeindegebiet befindet sich mit dem Versuchszentrum Laimburg eine landwirtschaftliche Forschungseinrichtung. In unmittelbarer Nachbarschaft bestehen dort zudem mit einer deutschsprachigen und einer italienischsprachigen Fachschule für Obst-, Wein- und Gartenbau berufsbildende Schulangebote.

## Verkehr
Für den Kraftverkehr ist Pfatten in erster Linie durch die Landesstraße 62 erschlossen, die das Gemeindegebiet im Unterland von Nord nach Süd durchquert. Die davon bei der Fraktion Stadlhof-Laimburg abzweigende Landesstraße 162 überquert den Kreiter Sattel und stellt eine Verbindung mit dem Überetsch her. Die Pfatten von Nord nach Süd durchquerende Brennerautobahn A22 bietet in Nähe der Ortslagen keine Ein- und Ausfahrt. Weiters berührt das Gemeindegebiet an mehreren Stellen die Trasse der Brennerbahn; je nach Ortslage sind die Bahnhöfe Auer, Branzoll oder Leifers schnell zu erreichen, wobei sich letzterer sogar teilweise auf Pfattner Boden befindet.
Im Norden des Gemeindegebiets von Pfatten in der Ortslage Frizzi-Au besteht seit 2008 ein modernes Fahrsicherheitszentrum.

## Sehenswertes
Hauptausflugsziel ist die in 576 m Höhe gelegene Ruine der Leuchtenburg auf einer Kuppe des Mitterbergs, von der aus sich dem Wanderer der Blick zum Kalterer See, zu den Dolomiten und ins Etschtal bietet. Etwas unterhalb der Leuchtenburg am Kreiter Sattel befindet sich die Laimburg.